# Miloš Nikić
Miloš Nikić (en serbe : Милош Никић) est un joueur serbe de volley-ball né le 31 mars 1986 à Cetinje (Monténégro, alors en RFS de Yougoslavie). Il mesure 1,94 m et joue réceptionneur-attaquant. Il totalise 158 sélections en équipe de Serbie.

## Clubs
| Club                     | De        | À         |
| ------------------------ | --------- | --------- |
| Budvanska Rivijera       | 2006-2007 | 2006-2007 |
| Sparkling Milan          | 2007-2008 | 2007-2008 |
| Knack Roulers            | 2008-2009 | 2008-2009 |
| Top Volley Latina        | 2009-2010 | 2009-2010 |
| Ombrie Volley            | 2010-2011 | 2010-2011 |
| Gabeca Pallavolo         | 2011-2012 | 2011-2012 |
| Goubernia Nijni Novgorod | 2012-2013 | ...       |

## Palmarès
- Ligue mondiale
  - Finaliste : 2008, 2009
- Championnat d'Europe (1)
  - Vainqueur : 2011
- Coupe de la CEV (1)
  - Finaliste : 2014
- Championnat de Belgique
  - Finaliste : 2009
- Coupe de Belgique
  - Finaliste : 2009
- Supercoupe de Belgique
  - Perdant : 2009